# San José de Colinas
San José de Colinas (uit het Spaans: "Sint-Jozef van de heuvels") is een gemeente (gemeentecode 1606) in het departement Santa Bárbara in Honduras.
Het dorp heette vroeger Tamagazapa (uit het Nahuatl: "Rivier van de god Thaloctlamecazqui"). Het kreeg de naam San José de Colinas toen het in 1812 een zelfstandige gemeente werd.
Het dorp ligt op 2 uur van San Pedro Sula. Het wordt omgeven door heuvels, wat in de naam terugkomt. In de gemeente liggen de bergen Peña Blanca en Pinabete. Door de gemeente stroomt de Jicatuyo.
De katholieke kerk van het dorp stamt uit 1930. Hij staat aan de oever van de Jicatuyo.

## Bevolking
De bevolking is als volgt verdeeld:
| Vrouwen | 9.133  | 47,4% |
| Mannen  | 10.113 | 53%   |

## Dorpen
De gemeente bestaat uit 32 dorpen (aldea), waarvan de grootste qua inwoneraantal: San José de Colinas  (code 160601) en San Miguel de Lajas (160630).